# Sander Boschker
Sander Bernard Jozef Boschker (Lichtenvoorde, 1970. október 20. –) holland labdarúgókapus.

## Pályafutása
Egy alkalommal szerepelt a válogatottban, 39 évesen. 2010. május 27-én egy Ghána elleni felkészülési mérkőzés félidejében cserélték be, ezzel ő lett a holland válogatott minden idők legidősebb debütálója.

## Sikerei, díjai
Twente
- Eredivisie bajnok: 2009–2010
- Holland kupagyőztes: 2000–2001, 2010–2011
- Intertotó-kupa: 2006

Ajax
- Eredivisie bajnok: 2003–2004

Hollandia
- Világbajnoki ezüstérmes: 2010

## Fordítás
- Ez a szócikk részben vagy egészben  a   Sander Boschker című angol Wikipédia-szócikk fordításán alapul.  Az eredeti cikk szerkesztőit annak laptörténete sorolja fel. Ez a jelzés csupán a megfogalmazás eredetét és a szerzői jogokat jelzi, nem szolgál a cikkben szereplő információk forrásmegjelöléseként.